# Holy Trinity Church (Leicester)
Holy Trinity Church – anglikański kościół parafialny zbudowany w stylu wiktoriańskim w 1818 roku w mieście Leicester w Wielkiej Brytanii. W 1872 r. w środku przeprojektowany przez Samuela Sandersa Teulona na styl gotycki. W XIX wieku kościół posiadał drewniane ławki i centralny korytarz, gdzie obok niego znajdowały się balkony po obu stronach z dwoma wejściami bocznymi po obu stronach.
W 1980 roku została przeprowadzona gruntowna przebudowa kościoła w wewnątrz. Obecnie w kościele istnieje jeden balkon z tyłu kościoła. Główne wejście do kościoła znajduje się od zachodniej strony wieży z rozszerzonym holem.
Prezbiterium posiada pięć łukowych witraży ze wzorami kwiatów i emblematem Św. Trójcy.
Kościół posiadał organy, które wpisane są do National Pipe Organ Register. W 2020 roku stały się one własnością parafii ewangelicko-augsburskiej św. Krzysztofa we Wrocławiu i zostaną tam zamontowane.

## Galeria kościoła

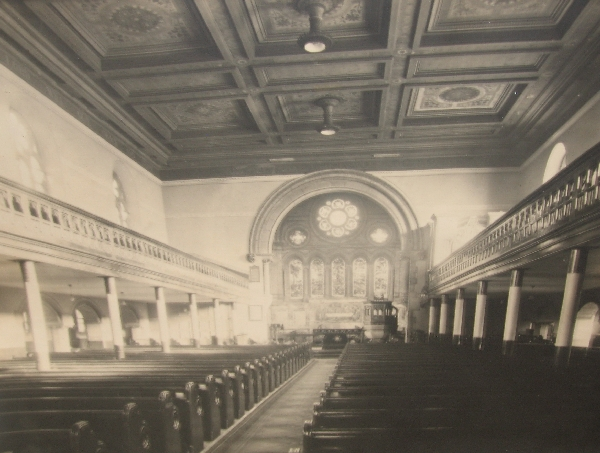
Środek kościoła w XIX wieku
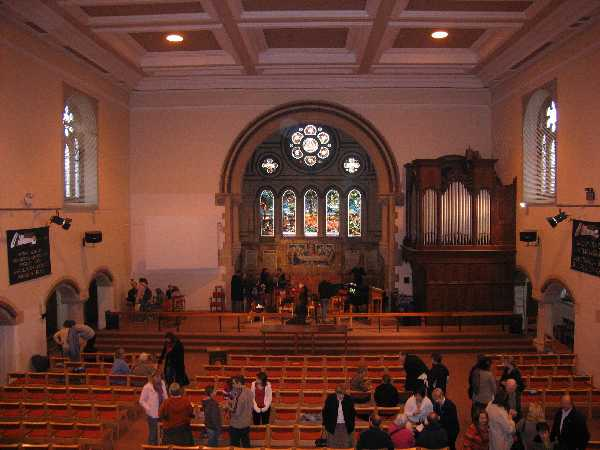
Widok na ołtarz
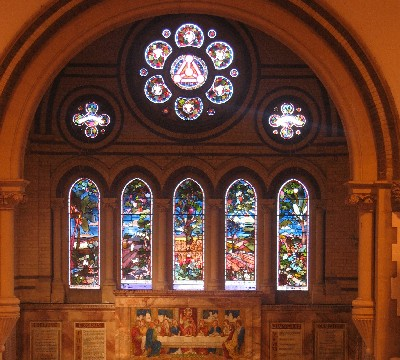
Okna z witrażami
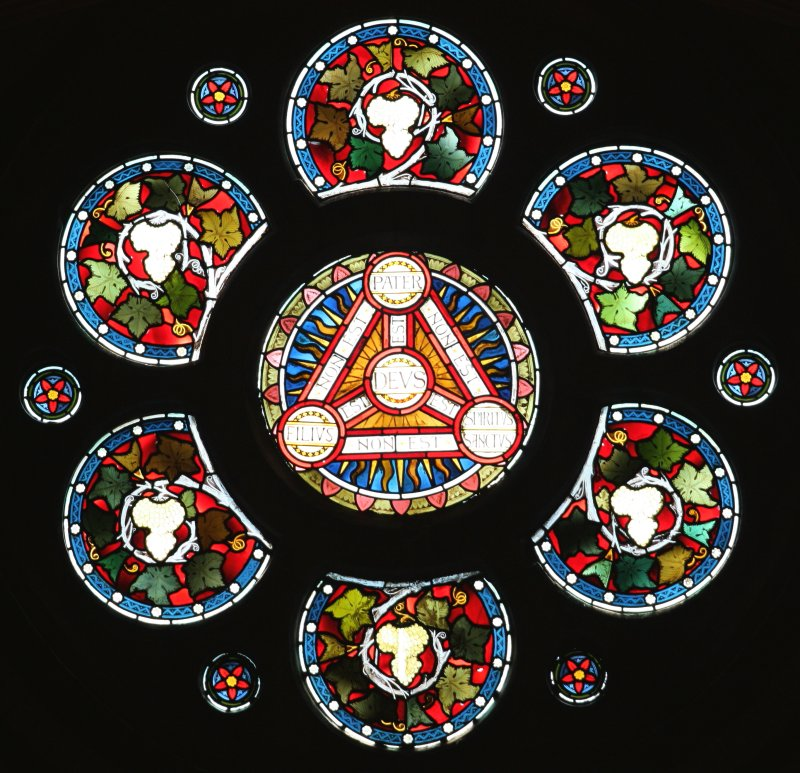
Witraż z kwiatami
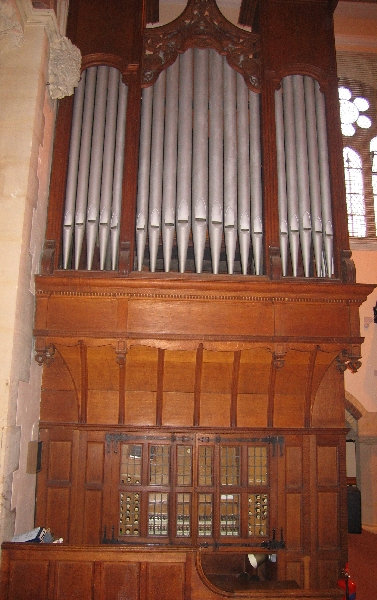
Organy w kościele